# Nightmare of Eden
Nightmare of Eden (Le cauchemar d'Eden) est le cent-septième épisode de la première série de la série télévisée britannique de science-fiction Doctor Who. Il fut originellement diffusé sur la BBC en quatre parties du 24 novembre au 15 décembre 1979.

## Accroche
À la suite d'une collision spatiale, deux vaisseaux se retrouvent entremêlés sur les mêmes coordonnées. Enquêtant sur l'accident, Docteur, Romana et K-9 font la connaissance du professeur Tryst, un scientifique excentrique ayant trouvé le moyen de transmuter la matière d'un lieu à un autre. Des créatures hostiles ne tardent pas à apparaître sur chaque vaisseaux.

## Distribution
- Tom Baker — Le Docteur
- Lalla Ward — Romana
- David Brierley - Voix de K-9
- Lewis Fiander — Le Professeur Tryst
- Jennifer Lonsdale — Della
- Geoffrey Bateman — Dymond
- David Daker — Le capitaine Rigg
- Stephen Jenn — Secker
- Barry Andrews — Stott
- Geoffrey Hinsliff — L'officier Fisk
- Peter Craze — L'officier Costa
- Richard Barnes, Sebastian Stride, Eden Phillips — Membres d'équipage
- Annet Peters, Lionel Sansby, Peter Roberts, Maggie Petersen — Passagers

## Résumé
Le TARDIS se matérialise sur le vaisseau interstellaire l'Empress. Ce vaisseau est sorti de l'hyperespace en même temps que le vaisseau marchand Hecate et ils se trouvent tous deux bloqués sur les mêmes coordonnées. Le Docteur, K-9 et Romana offrent leur service au capitaine de l'Empress, Rigg. Bientôt, le copilote de Riggs, Secker, sous l'emprise de la vraxoïne, une drogue particulièrement puissante qu'on pensait disparue, est attaqué par un monstre ayant des pinces à la place des bras, un Mandrell. Le Docteur et Romana font la connaissance du professeur Tryst, dont la machine, le CET, est capable de générer l'environnement d'une planète qu'il a visité. Tryst revient de la planète Eden où l'un de ses assistants est mort dans des circonstances mystérieuses. En regardant une projection de la planète Eden, Romana est touchée par une lumière qui l'assomme brièvement : il est donc possible de "sortir" de la projection.
Alors que plusieurs Mandrel apparaissent peu à peu dans le vaisseau, une personne tente de droguer Romana avec de la vraxoïne. Rigg boit le verre destiné à Romana et, sous l'emprise de la drogue, se met à accuser le Docteur et Romana d'être des contrebandiers. Le Docteur aperçoit un étrange homme aux lunettes noires et tente de le poursuivre à travers le vaisseau, y compris dans des salles se trouvant dans la zone instable. Il ne met pas la main dessus mais découvre qu'il faisait partie de l'expédition de Tryst.
Chassé par deux agents de la police interstellaire, qui les suspectent d'être les trafiquants de drogue, le Docteur et Romana décident de trouver refuge à l'intérieur de la projection de la planète Eden. À l'intérieur, se trouve un univers de poche dans lequel se trouve la jungle d'Eden. Ils y découvrent Stott, le membre présumé mort de l'expédition. Celui-ci fait partie de la police spatiale antidrogue. Le Docteur et Romana reviennent dans le vaisseau. Ayant tué un Mandrel, le Docteur découvre que leur corps produit la vraxoïne : il s'agit de la nouvelle source de Vraxoïne que le docteur recherchait. Brièvement piégé à l'intérieur de l'Hécate, le Docteur découvre que son capitaine, Dymond se trouve à la tête de la revente de vraxoïne.
Parvenant à l'intérieur de l'Empress en se réfugiant à l'intérieur du vaisseau de Dymond, le Docteur rejoint Romana et tous deux estiment que la rencontre accidentelle des deux vaisseaux spatiaux avait été planifiée depuis le début par Dymond et Tryst afin d'entamer un trafic de drogue. Ceux-ci parviennent cependant à s'enfuir. Le Docteur parvient à ramener les Mandrels à l'intérieur de la projection en utilisant le sifflet à ultra-son de K-9. Lui et Romana parviennent à trafiquer le CET pour qu'il avale le vaisseau de Dymond et Tryst, qui peuvent être ainsi arrêtés.

### Continuité
- Le CET qui permet de transporter des échantillons sous forme de mondes parallèles rappelle le miniscope de « Carnival of Monsters »

## Production

### Écriture
L'épisode est le seul de la série à avoir été écrit par Bob Baker en solitaire. L'idée originale étant de traiter du problème de la drogue, une chose que Doctor Who n'avait jamais abordée. L'épisode fut commissionné sous le titre de “Nightmare Of Evil” ("le cauchemar du mal") le 7 février 1979 avant de devenir "Nightmare of Eden" après une suggestion du script-éditor (responsable des scénarios) Douglas Adams qui trouvait le titre trop redondant. Écrit pour être un épisode qui réduirait les coûts le plus possible avant le final, Bob Baker s'inspire des films catastrophe des années 1970 tel que L'Aventure du Poséidon, Airport ou La Tour infernale.

### Casting
- Cet épisode est le deuxième des trois épisodes dans lequel David Brierley remplace John Leeson pour la voix de K-9.

### Tournage
Le réalisateur engagé pour cet épisode fut Alan Bromly qui avait déjà réalisé l'épisode « The Time Warrior » six ans auparavant. Celui-ci était censé être à la retraite mais avait accepté d'effectuer quelques commandes de la BBC. Son autoritarisme ne fut pas du goût de Tom Baker et des tensions eurent lieu sur le plateau. De plus, l'idée d'un scénario sur la drogue n'était pas vraiment du goût du producteur Graham Williams et Lalla Ward n'était pas à l'aise avec cela. Ainsi, le nom de la drogue passa de « xylophilin » à « vraxoin » afin qu'elle ne paraisse pas trop « attrayante » pour les enfants.
Peu au fait des nouvelles habitudes de la BBC, Alan Bromly entrepris de commencer le tournage en studio par l'ordre chronologique des scènes. La première session eu lieu du 12 au 14 août 1979 au studio 6 du Centre télévisuel de la BBC pour l'enregistrement des parties 1 et 2. Le manque de préparation de Bromly sur les scènes à gros budget empêcha le tournage d'être bouclé à temps et seules les scènes de maquettes ainsi que celles se passant sur le pont de l'Empress (pour la partie 1) dans le lounge (pour la partie 1 et 2) dans la jungle et dans la capsule furent tournées.
La seconde session eu lieu du 26 au 28 août. Le 27 une dispute eu lieu entre Bromly et Tom Baker où l'acteur insulta le réalisateur. Graham Williams dut intervenir et réaliser lui-même les séquences restantes ainsi que la post-production. Selon le designer des effets spéciaux Colin Mapson, ce tournage fut l'un des pires qu'il ait vécu et certains techniciens auraient portés un t-shirt avec écrit "I'm Relieved the Nightmare is Over"  ("je suis soulagé que le cauchemar soit fini") lors du bouclage de l'épisode. Ce tournage poussa Williams à abandonner son rôle de producteur de la série à la fin de la saison 17.

## Diffusion et Réception
| Épisode                                                                                                | Date de diffusion | Durée | Téléspectateurs en millions | Archives            |
| --- | ----------------- | ----- | --------------------------- | ------------------- |
| Épisode 1                                                                                              | 24 novembre 1979  | 24:17 | 8,7                         | Bandes couleurs PAL |
| Épisode 2                                                                                              | 1er décembre 1979 | 22:44 | 9,6                         | Bandes couleurs PAL |
| Épisode 3                                                                                              | 8 décembre 1979   | 24:06 | 9,6                         | Bandes couleurs PAL |
| Épisode 4                                                                                              | 15 décembre 1979  | 24:31 | 9,4                         | Bandes couleurs PAL |
| Diffusé en quatre parties du 24 novembre au 15 décembre 1979, cet épisode fit un bon score d'audience. |                   |       |                             |                     |

Selon une rumeur du tabloid The Sun, les Mandrels étaient tellement terrifiant qu'aucune photo de presse ne fut faites d'eux, ce qui fut découvert comme faux.

### Critiques
La majorité des critiques sur cet épisode sont cinglantes et beaucoup argumentent sur le côté non convaincant des Mandrels. La Doctor Who Appreciation Society les décrira même comme des "rejets du The Muppet Show." Dans les commentaires de l'édition DVD, Bob Baker dira lui-même qu'il s'est montré déçu de leur design.
En 1995 dans le livre « Doctor Who : The Discontinuity Guide », Paul Cornell, Martin Day, et Keith Topping trouvent que l'épisode est regardable mais que certaines scènes de la quatrième partie et les Mandrels en font un mauvais épisode.Les auteurs de « Doctor Who : The Television Companion » (1998) pensent que si le scénario est solide, les défauts de la production jouent totalement contre l'épisode. Ils critiquent les acteurs, notamment l'accent du professeur Tryst.
En 2011, Mark Braxton de Radio Times qualifie l'épisode de "joyaux défectueux" estimant que l'épisode avait tout pour devenir une bonne aventure mais n'a pas réussi à convaincre à cause du mauvais design des monstres ("les moins effrayant de la série") ainsi que du mauvais jeu des acteurs secondaires.

## Novélisation
L'épisode fut romancé sous le titre Doctor Who and the Nightmare of Eden par Terrance Dicks et publié en août 1980. Il explique que la lumière qui assomme Romana est en réalité un insecte venu d'Eden. Le roman porte le numéro 45 de la collection Doctor Who des éditions Target Book. Ce roman n'a jamais connu de traduction à ce jour.

## Éditions commerciales
L'épisode n'a jamais été édité en français, mais a connu plusieurs éditions au Royaume-Uni et dans les pays anglophones.
- L'épisode est sorti en VHS en janvier 1999.
- Depuis 2008 l'épisode est disponible sur le  magasin d'iTunes.
- En 2012 l'épisode fut édité en DVD. L'édition contient les commentaires audios de Lalla Ward, Peter Craze (Costa), Bob Baker, Colin Mapson (designer des effets spéciaux) et Joan Stribling (maquilleuse), quelques scènes des coulisses accompagné d'un making-off, une discussion avec Bob Baker et d'autres bonus. Cette version connue une réédition en DVD dans le cadre des Doctor Who DVD Files, le 19 février 2014.